# Mexico International 1972
Die Mexico International 1972 im Badminton fanden vom 23. bis zum 26. November 1972 im Centro Deportivo Chapultepec in Mexiko-Stadt statt.

## Finalergebnisse
| Disziplin    | Sieger                            | Finalist                             | Ergebnis                     |
| ------------ | --------------------------------- | ------------------------------------ | ---------------------------- |
| Herreneinzel | Sture Johnsson                    | Roy Díaz González                    | 15-8, 15-11                  |
| Dameneinzel  | Lucero Peniche                    | Susana Zenea                         | 11-2, 11-4                   |
| Herrendoppel | Jorge Palazuelos Francisco Sañudo | Victor Jaramillo Roy Díaz González   | 15-10, 17-14                 |
| Damendoppel  | Carlene Starkey Gay Meyer         | Carolina Allier Lucero Peniche       | ohne Kampf Verletzung Allier |
| Mixed        | Stan Hales Gay Meyer              | Roy Díaz González Josefina de Tinoco | 15-5, 15-1                   |